# Estrées-Deniécourt
Estrées-Deniécourt (picardisch: Étrée-Dgnincourt) ist eine nordfranzösische Gemeinde mit 373 Einwohnern (Stand 1. Januar 2022) im Département Somme in der Region Hauts-de-France. Die Gemeinde gehört zum Kanton Ham und ist Teil der Communauté de communes Terre de Picardie, deren Verwaltung hier ihren Sitz hat.

## Geographie
Die aus den Gemeindeteilen Estrées (entstanden aus dem lateinischen strata – Straße) und Deniécourt hervorgegangene Gemeinde liegt rund 10 km südwestlich von Péronne in der Santerre. Das Gemeindegebiet wird im Osten von der Autoroute A1 begrenzt, deren Anschlussstelle Nr. 13 auf die die Gemeinde in West-Ost.Richtung durchquerende Départementsstraße 1029 (frühere Route nationale 29, Teil des Systems der Chaussée Brunehaut) führt. Parallel zur Autoroute verläuft die Hochgeschwindigkeitsbahnstrecke des LGV Nord; der Bahnhof TGV Haute-Picardie, der so genannte „Zuckerrüben-Bahnhof“, liegt überwiegend auf dem Gebiet der Gemeinde.

## Geschichte
Im Ersten Weltkrieg war die Gemeinde Schauplatz schwerer Kämpfe während der Schlacht an der Somme im Sommer 1916.
Die Gemeinde erhielt als Auszeichnung das Croix de guerre 1914–1918.

## Einwohner
| 1962 | 1968 | 1975 | 1982 | 1990 | 1999 | 2006 | 2010 |
| ---- | ---- | ---- | ---- | ---- | ---- | ---- | ---- |
| 272  | 255  | 285  | 253  | 252  | 245  | 275  | 321  |

## Verwaltung
Bürgermeister (maire) ist seit 2001 Pascal Vanysacker.

## Persönlichkeiten
- Raynal Bolling, US-amerikanischer Oberst, der erste im Ersten Weltkrieg in Frankreich gefallene hohe Offizier, gefallen in Estrées-Deniécourt am 26. März 1918